# Damuli Pekan
Damuli Pekan is een bestuurslaag in het regentschap Labuhan Batu Utara van de provincie Noord-Sumatra, Indonesië. Damuli Pekan telt 7006 inwoners (volkstelling 2010).